# Hút mật họng hồng
Leptocoma brasiliana là một loài chim trong họ Nectariniidae.